# Prosper Mérimée
Prosper Mérimée (París, 28 de septiembre de 1803-Cannes, 23 de septiembre de 1870) fue un escritor, historiador y arqueólogo francés. Es autor de la novela corta Carmen, que sería inmortalizada en la famosa ópera homónima de Georges Bizet.

## Biografía
Nacido el 28 de septiembre de 1803 en París, estudió Derecho y varias lenguas: griego, árabe, inglés y ruso. Fue uno de los primeros traductores de numerosos libros de lengua rusa al francés. A Mérimée le gustaba el misticismo, la historia y lo oculto. Estuvo influido por las historias de ficción popularizadas por Walter Scott y por la crueldad y dramas psicológicos de Aleksandr Pushkin. A menudo las historias que narra están llenas de misterio y tienen lugar fuera de Francia. España y Rusia son sus fuentes de inspiración frecuentes.
Viajó en numerosas ocasiones a España, de la que dejó testimonio escrito en artículos de costumbres y cartas y donde hizo amigos y tuvo amantes. En 1830 se entrevistó en España con María Manuela Kirkpatrick, condesa de Montijo, con la que entabló una gran amistad. Cuando la hija de esta se convirtió en 1853 en la emperatriz Eugenia de Francia al casarse con Napoleón III, llegó a ser nombrado senador. En 1834 sucedió a Ludovic Vitet como inspector general de monumentos históricos. Conservó este cargo hasta 1860, y en ejercicio de su cargo viajó mucho por Francia y el extranjero. Fue él quien redescubrió, en 1841, los famosos tapices medievales de La dama y el unicornio, ahora custodiados en el Museo Nacional de la Edad Media de París con sede en la Abadía de Cluny. Falleció el 23 de septiembre de 1870 en Cannes.
Fue muy aficionado a España aun antes de haber estado en ella. En su primera obra intentó con deliberación imitar el teatro español. Cuando finalmente la visita, dará emotivo curso a novelas y obras históricas sobre la tierra de Cervantes. Obviamente, la más popular fue Carmen, la que dará lugar a la ópera del mismo nombre, con música de Bizet. Se cuenta que su visión de España hizo que el pastelero francés Emilio Huguenin Lhardy se animase a viajar a Madrid para abrir en 1839 una pastelería que denominó Lhardy y que se convertiría en un célebre restaurante.
Se ha dicho de él que fue un romántico muy especial y atípico y que por sus ideas pertenecía a otra época. Menéndez y Pelayo ha dicho de él: «Un pesimismo tranquilo que en la práctica tenía consecuencias más epicúreas que estoicas, parecía haber sido su única filosofía».
Perteneció a una categoría de artistas refinados, enemigos de toda prodigalidad ostentosa y de toda exuberancia desmedida. Su estilo, en lo artístico, es sobrio, preciso y apretado. Y su construcción es firme y de desarrollo lógico.
En 1844 fue nombrado miembro de la Academia francesa con el sillón número 25.

## Obras
- Cromwell (1822) (inédito y más tarde destruido por el autor)
- Le Théâtre de Clara Gazul (Teatro de Clara Gazul) (1825)
- La Guzla (1827)
- La Jacquerie (1828)
- La Chronique du temps de Charles IX (Crónica del reinado de Carlos IX) (1829)
- Mateo Falcone (1829) (llevada a la ópera por el ruso César Cui en 1906/1907)
- Le Carrosse du Saint Sacrement (La Carroza del Santísimo Sacramento) (1829) (llevada al cine por Jean Renoir en 1953: Le Carrosse d'or)
- Mosaïque (1833) (recopilatorio de relatos: «Mateo Falcone», «Vision de Charles XI», «L'enlèvement de la redoute», «Tamango», «Le fusil enchanté», «Federigo», «Ballades», «La partie de trictrac», «Le vase étrusque», «Les mécontens». También incluye tres de sus cartas desde España. La mayoría de los relatos habían sido publicados previamente en la Revue de Paris en 1829 y 1830)
- Les âmes du Purgatoire (Las ánimas del purgatorio)(1834) (relato sobre el libertino Don Juan Maraña)
- La Vénus d'Ille (1837)
- Notes de voyages (1835-1840) (descripción de sus viajes por Grecia, España, Turquía y Francia)
- Colomba (1840)[3]
- Carmen (1845) (llevada a la ópera por Georges Bizet en 1875: Carmen (ópera))
- Histoire de Don Pèdre I.er, roi de Castille (1847)[4]
- Épisode de l'Histoire de Russie, Les Faux Démétrius (1852)
- Lokis (1869)
- La Chambre bleue (1872)
- Lettres à une inconnue (1874) (recopilación póstuma de cartas de Mérimée a Jenny Dacquin)

Críticas literarias
Artículos sobre Nikolái Gógol (1852), Aleksandr Pushkin (1868), Iván Turgénev (1868)
Traducciones del ruso
- La Dame de pique (Пиковая дама), Les Bohémiens (Цыганы), Le Hussard (Гусар) (1852), de Pushkin
- L'Inspecteur général (Ревизор) (1853), de Gogol
- Le Coup de pistolet (Выстрел) (1856), de Pushkin
- Apparitions (Призраки) (1866), de Turgenev.

## Filmografía
- Carmen (1915), de Cecil B. DeMille.
- Carmen (1943), de Luis César Amadori.
- Carmen (1983), de Carlos Saura.
- Carmen (1984), de Francesco Rosi.
- Carmen (2003), de Vicente Aranda.
- Carmen (2010), de Jacques Malaterre.
- Carmen (2018), de Lolo y Lauti.